# Joe Heaney
Joe Heaney (Áird Thoir, 1919 – Seattle, 1984) was een Ierse zanger die liederen zong in de sean-nós a cappella stijl.
Seosamh Ó hÉanaí (Joe Heaney was de Engelse versie van deze naam) werd geboren in Áird Thoir, Carna, in de Connemara-Gaeltacht. Na een moeilijk leven waarin hij heen en weer reisde van Schotland en Engeland en weer terug naar Ierland, emigreerde hij naar Manhattan, New York in de Verenigde Staten. In Engeland had hij al contact gehad met zangers zoals Ewan MacColl en Peggy Seeger en maakte in samenwerking met hen de opname The Road from Connemara. In Amerika kreeg hij een baantje als portier. Met hulp van Mick Moloney werd hij geïntroduceerd aan de Wesleyan University in Middletown, Connecticut en later vond hij werk bij de afdeling etnomusicologie van de University of Washington in Seattle, waar hij woonde en bleef werken tot zijn dood in 1984.

## Discografie
- The Road from Connemara: Songs and Stories Told to Ewan MacColl and Peggy Seeger - 1964
- Irish Music in London Pubs, met onder andere Michael Gorman - 1965
- O Mo Dúchas, Sraith 2
- Joe and the Gabe (met Gabe O'Sullivan)
- Come All Ye Gallant Irishmen
- Joe Heaney Sings Traditional Songs in Gaelic and English
- Say a Song: Joe Heaney in the Pacific Northwest, Irish songs in de Old Style - 1996
- Best of Joe Heaney, From my Tradition - 1997

- Bibsys: 2039789
- Gemeinsame Normdatei: 129548316
- International Standard Name Identifier: 0000 0000 8366 0602
- Library of Congress Control Number: n86146288
- MusicBrainz: d485c12f-8768-4c85-af6c-f1212c3bcbdf
- Nationale Bibliotheek van Israël: 987007442018205171
- SNAC: w63v0qx5
- Virtual International Authority File: 25685850
- WorldCat: E39PBJdRwpfcP7TMWjy6YfFh73